# Nops farhati
Nops farhati là một loài nhện trong họ Caponiidae.
Loài này thuộc chi Nops. Nops farhati được Prosen miêu tả năm 1949.